# Sophie Petzell
Anna Gerda Sophie Petzell, född den 5 oktober 1940 i Lund, är en svensk journalist. Hon är dotter till Åke Petzäll och dotterdotter till Fredrik Gustaf Ekman. Hon gifte sig 1982 med Erland Lagerlöf.
Sophie Petzell avlade filosofie kandidatexamen vid Lunds universitet 1965 och studerade konstvetenskap vid Stockholms universitet 1987. Hon var personaltidningsredaktör vid SKF 1965-1967, anställd vid Svenska Dagbladet 1968-1979, vid Dagens Industri 1979, åter vid Svenska Dagbladet från 1980, tidningens korrespondent i Bryssel från 1989.